# Volta a Noruega 2015
La Volta a Noruega 2015, 5a edició de la Volta a Noruega, es va disputar entre el 20 i el 24 de maig de 2015 sobre un recorregut de 908 km repartits entre cinc etapes. La cursa formava part del calendari de l'UCI Europa Tour 2015, amb una categoria 2.HC.
El vencedor fou el danès Jesper Hansen (Team Tinkoff-Saxo) que s'imposà per quaranta-set segons sobre el noruec Edvald Boasson Hagen (MTN Qhubeka), gràcies a la victòria en solitari en la tercera etapa. En tercera posició finalitzà l'espanyol David López García (Team Sky). En les classificacions secundàries Vegard Robinson Bugge (Team Sparebanken Sør) guanyà la classificació de la muntanya, Alexander Kristoff (Team Katusha) la dels punts, Odd Christian Eiking (Joker) la dels joves i el Cult Energy fou el millor equip.

## Equips
L'organització convidà a prendre part en la cursa a sis equips World Tour, vuit equips continentals professionals i set equips continentals:
- equips World Tour: Team Katusha, Lotto Soudal, Team Tinkoff-Saxo, Team Sky, Orica-GreenEDGE, Trek Factory Racing
- equips continentals professionals: MTN Qhubeka, Topsport Vlaanderen-Baloise, Wanty-Groupe Gobert, Caja Rural-Seguros RGA, Novo Nordisk, CCC Sprandi Polkowice, Team Roompot, Cult Energy
- equips continentals: Team Joker, Team Tre Berg-Bianchi, Riwal-Platform, Team Coop-Øster Hus, Team Ringeriks-Kraft, Team FixIT.no, Team Sparebanken Sør

## Etapes
| Etapa | Data       | Recorregut          |                         | Km  | Vencedor d'etapa         | Líder de la general      | Ref.              |
| ----- | ---------- | ------------------- | ----------------------- | --- | ------------------------ | ------------------------ | ----------------- |
| 1a    | 20 de maig | Årnes - Sarpsborg   | Etapa plana             | 182 | Alexander Kristoff (NOR) | Alexander Kristoff (NOR) | [ 2 ]             |
| 2a    | 21 de maig | Drammen - Langesund | Etapa plana             | 199 | Alexander Kristoff (NOR) | Alexander Kristoff (NOR) | [ 3 ]             |
| 3a    | 22 de maig | Skien - Rjukan      | Etapa de mitja muntanya | 185 | Jesper Hansen (DEN)      | Jesper Hansen (DEN)      | [ 4 ]             |
| 4a    | 23 de maig | Rjukan - Geilo      | Etapa plana             | 167 | Amets Txurruka (ESP)     | Jesper Hansen (DEN)      | [ 5 ] [ 6 ]       |
| 5a    | 24 de maig | Flå - Hønefoss      | Etapa de mitja muntanya | 175 | Andreas Vangstad (NOR)   | Jesper Hansen (DEN)      | [ 7 ] [ 8 ] [ 9 ] |

## Classificació final
|    | Ciclista                   | Equip                 | Temps       |
| -- | -------------------------- | --------------------- | ----------- |
| 1  | Jesper Hansen (DEN)        | Team Tinkoff-Saxo     | 23h 14' 57" |
| 2  | Edvald Boasson Hagen (NOR) | MTN Qhubeka           | + 47"       |
| 3  | David López García (ESP)   | Team Sky              | + 1' 05"    |
| 4  | Fredrik Strand Galta (NOR) | Coop-Øster Hus        | + 1' 31"    |
| 5  | Andreas Vangstad (NOR)     | Sparebanken Sør       | + 1' 32"    |
| 6  | Ivan Santaromita (ITA)     | Orica-GreenEDGE       | + 1' 33"    |
| 7  | Davide Rebellin (ITA)      | CCC Sprandi Polkowice | + 1' 36"    |
| 8  | Alexander Kristoff (NOR)   | Team Katusha          | + 1' 43"    |
| 9  | Gustav Larsson (SWE)       | Cult Energy           | + 1' 46"    |
| 10 | Lars Petter Nordhaug (NOR) | Team Sky              | + 1' 51"    |

## Evolució de les classificacions
| Etapa | Venedor            | Classificació general | Classificació per punts | Classificació de la muntanya | Classificació dels joves | Classificació per equips |
| ----- | ------------------ | --------------------- | ----------------------- | ---------------------------- | ------------------------ | ------------------------ |
| 1     | Alexander Kristoff | Alexander Kristoff    | Alexander Kristoff      | Oscar Landa                  | Caleb Ewan               | Team Sky                 |
| 2     | Alexander Kristoff | Alexander Kristoff    | Alexander Kristoff      | Vegard Robinson Bugge        | Caleb Ewan               | Team Sky                 |
| 3     | Jesper Hansen      | Jesper Hansen         | Alexander Kristoff      | Vegard Robinson Bugge        | Anders Skaarseth         | Cult Energy Pro Cycling  |
| 4     | Amets Txurruka     | Jesper Hansen         | Alexander Kristoff      | Vegard Robinson Bugge        | Odd Christian Eiking     | Cult Energy Pro Cycling  |
| 5     | Andreas Vangstad   | Jesper Hansen         | Alexander Kristoff      | Vegard Robinson Bugge        | Odd Christian Eiking     | Cult Energy Pro Cycling  |
| Final | Final              | Jesper Hansen         | Alexander Kristoff      | Vegard Robinson Bugge        | Odd Christian Eiking     | Cult Energy Pro Cycling  |